# Robert S. McMillan
Robert S. McMillan är en amerikansk astronom vid University of Arizona, och är överhuvud vid Spacewatchprojektet, vilket studerar småplaneter. McMillan har bland annat upptäckt småplaneterna 20000 Varuna och 2005 YU55, vilken passerar nära jorden den 8 november 2011.
Han har även upptäckt kometen 208P/McMillan.
Han är en av personerna bakom Wide-field Infrared Survey Explorer projektet. Under en tid var han även inblandad i rymdsonden Pioneer 11.
Asteroiden 2289 McMillan är uppkallad efter honom.